# Lijst van rijksmonumenten in Altena
De gemeente Altena telt 225 inschrijvingen in het rijksmonumentenregister. Hieronder een overzicht. 

## Almkerk
De plaats Almkerk telt 25 inschrijvingen in het rijksmonumentenregister. Zie Lijst van rijksmonumenten in Almkerk voor een overzicht.

## Andel
De plaats Andel telt 18 inschrijvingen in het rijksmonumentenregister. Zie Lijst van rijksmonumenten in Andel voor een overzicht.

## Babyloniënbroek
De plaats Babyloniënbroek telt 8 inschrijvingen in het rijksmonumentenregister. Zie Lijst van rijksmonumenten in Babyloniënbroek voor een overzicht.

## Dussen
De plaats Dussen telt 15 inschrijvingen in het rijksmonumentenregister. Zie Lijst van rijksmonumenten in Dussen voor een overzicht.

## Eethen
De plaats Eethen telt 4 inschrijvingen in het rijksmonumentenregister.
| Object | Oorspronkelijke functie?  | Bouwjaar                  | Architect       | Locatie                           | Coördinaten?                 | Nr.?   | Afbeelding |
| --- | ------------------------- | ------------------------- | --------------- | --------------------------------- | ---------------------------- | ------ | --- |
| Hervormde kerk | Kerk en kerkonderdeel     | 12e eeuw (schip) en later |                 | Cornelis Branderhorststraat bij 7 | 51° 43' 49" NB, 5° 3' 6" OL  | 6815   | Meer afbeeldingen |
| De Assen | Boerderij                 | 1786 (jaarankers)         |                 | Eindsestraat 12                   | 51° 43' 23" NB, 5° 1' 46" OL | 6816   | Meer afbeeldingen |
| Gemeentehuis van Eethen | Bestuursgebouw en onderdl | 1938                      | S.J. van Embden | Kleibergsestraat 26               | 51° 44' 3" NB, 5° 3' 9" OL   | 521009 | Meer afbeeldingen |
| Forse kortgevelboerderij met dwarsdeel, met L-vormige plattegrond, één hoge bouwlaag en een zadeldak met wolfeinden boven voor- en achtergevel | Boerderij                 | 1850-1875                 |                 | Raadhuisstraat 21                 | 51° 43' 58" NB, 5° 3' 10" OL | 521011 | Forse kortgevelboerderij met dwarsdeel, met L-vormige plattegrond, één hoge bouwlaag en een zadeldak met wolfeinden boven voor- en achtergevel |

## Genderen
De plaats Genderen telt 3 inschrijvingen in het rijksmonumentenregister.
| Object | Oorspronkelijke functie?  | Bouwjaar              | Architect | Locatie                                            | Coördinaten?                 | Nr.?   | Afbeelding        |
| --- | ------------------------- | --------------------- | --------- | -------------------------------------------------- | ---------------------------- | ------ | ----------------- |
| Nederlands Hervormde Kerk                                                                                      | Kerk en kerkonderdeel     | 13e eeuw              |           | Kerkstraat 29                                      | 51° 44' 9" NB, 5° 5' 21" OL  | 6817   | Meer afbeeldingen |
| Boerderij, dwarsdeeltype in de Overmase vorm, waarvan het woonhuis met de stal een T-vormige plattegrond heeft | Boerderij                 | eerste helft 19e eeuw |           | Meerhoek 25-27                                     | 51° 44' 19" NB, 5° 5' 29" OL | 6818   | Meer afbeeldingen |
| Schrikmolen | Industrie- en poldermolen | 1917                  |           | Windmotor aan de Bergsche Maasthv Doeverensestraat | 51° 43' 33" NB, 5° 5' 9" OL  | 521012 | Meer afbeeldingen |
| T-boerderij met bakhuisje                                                                                      | Boerderij                 | 1809                  |           | Meerhoek 22                                        | 51° 44' 19" NB, 5° 5' 23" OL | 521473 | Meer afbeeldingen |

## Giessen
De plaats Giessen telt 11 inschrijvingen in het rijksmonumentenregister.
| Object | Oorspronkelijke functie?  | Bouwjaar              | Architect | Locatie          | Coördinaten?                 | Nr.?   | Afbeelding        |
| --- | ------------------------- | --------------------- | --------- | ---------------- | ---------------------------- | ------ | ----------------- |
| Hervormde kerk | Kerk en kerkonderdeel     | 14e eeuw              |           | Kerkstraat 2     | 51° 47' 33" NB, 5° 2' 14" OL | 39609  | Meer afbeeldingen |
| Dijkboerderijtje onder met riet gedekt zadeldak met wolfeinden. Witgeverfde voorgevel waarin vensters met luiken en 12-ruitsschuiframen. Geveltop aan de achterzijde onder het wolfeind met gepotdekselde houten delen | Boerderij                 | eerste helft 19e eeuw |           | Maasdijk 27      | 51° 47' 45" NB, 5° 1' 57" OL | 39610  | Meer afbeeldingen |
| Boerderij met stijlkenmerken van de Renaissance | Boerderij                 | 1800-1850             |           | Eng 2            | 51° 47' 1" NB, 5° 0' 45" OL  | 526684 | Meer afbeeldingen |
| Bakhuis | Boerderij                 | 1605 (jaartal)        |           | Eng bij 2        | 51° 47' 2" NB, 5° 0' 44" OL  | 526686 | Bakhuis           |
| Vrijstaande berghok, voorheen varkenshok | Boerderij                 |                       |           | Eng bij 2        | 51° 47' 2" NB, 5° 0' 44" OL  | 526687 | Upload foto       |
| Nieuwe Hollandse Waterlinie Cluster 79 Fort bij Giessen: Fortaanleg en aardwerken | Fort, vesting en -onderdl | 1878-1881             |           | Giessensesteeg 2 | 51° 47' 12" NB, 5° 1' 34" OL | 531942 | Meer afbeeldingen |
| Fort bij Giessen: Bomvrij gebouw Kazerne / Remise A | Bomvrij militair object   | 1880                  |           | Giessensesteeg 2 | 51° 47' 9" NB, 5° 1' 34" OL  | 531943 | Meer afbeeldingen |
| Fort bij Giesen: Bomvrij gebouw / Remise B | Bomvrij militair object   | 1880                  |           | Giessensesteeg 2 | 51° 47' 9" NB, 5° 1' 36" OL  | 531944 | Meer afbeeldingen |
| Fort bij Giessen: Bomvrij gebouw / Remise C | Bomvrij militair object   | 1880                  |           | Giessensesteeg 2 | 51° 47' 10" NB, 5° 1' 37" OL | 531945 | Meer afbeeldingen |
| Fort bij Giessen: Artillerieloods D | Bijgebouwen               | 1880                  |           | Giessensesteeg 2 | 51° 47' 14" NB, 5° 1' 32" OL | 531946 | Meer afbeeldingen |
| Fort bij Giessen: Fortwachterswoning E | Bijgebouwen               | 1880                  |           | Giessensesteeg 2 | 51° 47' 15" NB, 5° 1' 33" OL | 531947 | Meer afbeeldingen |

## Hank
De plaats Hank telt 6 inschrijvingen in het rijksmonumentenregister.
| Object | Oorspronkelijke functie?  | Bouwjaar                      | Architect | Locatie                             | Coördinaten?                  | Nr.?   | Afbeelding        |
| --- | ------------------------- | ----------------------------- | --------- | ----------------------------------- | ----------------------------- | ------ | ----------------- |
| Boerderij van het dwarsdeeltype met invloed van de late Vlaamse schuurvorm. Rieten wolfdak, stalgedeelte ten dele van gepotdekselde houten delen. voorgevel met vlechtingen | Boerderij                 | 19e eeuw                      |           | Jachtlaan 44                        | 51° 43' 46" NB, 4° 54' 42" OL | 14216  | Meer afbeeldingen |
| Boerderij. Woonhuis met rieten wolfdak. Opkamer links. Stal van hout en steen onder rieten zadeldak | Boerderij                 | 18e eeuw                      |           | Kerkstraat 52                       | 51° 44' 8" NB, 4° 53' 56" OL  | 14217  | Meer afbeeldingen |
| Gepleisterde boerderij van het langgeveltype onder rieten wolfdak, dat aan de linkerzijde tegen een puntgevel aansluit. Vensters met luiken en zes- en vierruitsschuiframen | Boerderij                 | mogelijk 18e eeuw (oorsprong) |           | Visserskade 44                      | 51° 44' 31" NB, 4° 53' 26" OL | 14218  | Meer afbeeldingen |
| Boerderij van de Vlaamse schuurgroep in de West-Brabantse vorm met losse schuur. Het woonhuis draagt een hoog, met pannen gedekt wolfdak. Vensters met zesruitsschuiframen en luiken. In de gepleisterde voorgevel zes sierankers. De moderne schuur valt niet onder de bescherming | Boerderij                 | 18e eeuw                      |           | Voogdwerfsesteeg 2                  | 51° 43' 40" NB, 4° 55' 4" OL  | 14219  | Meer afbeeldingen |
| Zuidhollandse Molen | Industrie- en poldermolen | 1791                          |           | Buitenkade 4                        | 51° 44' 49" NB, 4° 54' 58" OL | 14220  | Meer afbeeldingen |
| Landarbeiderswoning van het type griendwerkerskeet | Bedrijfs-,fabriekswoning  | 1900-1925                     |           | Het Middelste Jannezand (Biesbosch) | 51° 44' 2" NB, 4° 51' 29" OL  | 520430 | Upload foto       |

## Meeuwen
De plaats Meeuwen telt 3 inschrijvingen in het rijksmonumentenregister.
| Object                       | Oorspronkelijke functie?  | Bouwjaar              | Architect | Locatie                 | Coördinaten?                 | Nr.?   | Afbeelding        |
| ---------------------------- | ------------------------- | --------------------- | --------- | ----------------------- | ---------------------------- | ------ | ----------------- |
| Herenboerderij               | Boerderij                 | 1936                  |           | Kasteellaan 3           | 51° 43' 52" NB, 5° 0' 23" OL | 521013 | Meer afbeeldingen |
| Toren van de Ned. Herv. Kerk | Kerk en kerkonderdeel     | eerste helft 14e eeuw |           | Hoek 2                  | 51° 43' 43" NB, 5° 0' 30" OL | 6819   | Meer afbeeldingen |
| De Witte Molen               | Industrie- en poldermolen | 1740 / 1987           |           | bij Kleibergsestraat 52 | 51° 43' 45" NB, 5° 1' 7" OL  | 6820   | Meer afbeeldingen |

## Nieuwendijk
De plaats Nieuwendijk telt 6 inschrijvingen in het rijksmonumentenregister.
| Object                                                         | Oorspronkelijke functie?                 | Bouwjaar  | Architect          | Locatie      | Coördinaten?                  | Nr.?   | Afbeelding                                                     |
| -------------------------------------------------------------- | ---------------------------------------- | --------- | ------------------ | ------------ | ----------------------------- | ------ | -------------------------------------------------------------- |
| Voormalige onderwijzerswoning                                  | Dienstwoning                             | ca. 1878  |                    | Rijksweg 69  | 51° 45' 57" NB, 4° 55' 26" OL | 520432 | Voormalige onderwijzerswoning                                  |
| Werk aan de Bakkerskil (onderdeel Nieuwe Hollandse Waterlinie) | Verdedigingswerken en militaire gebouwen | 1877-1880 | C.R.T. Kraijenhoff | Kildijk      | 51° 47' 28" NB, 4° 54' 37" OL | 531984 | Werk aan de Bakkerskil (onderdeel Nieuwe Hollandse Waterlinie) |
| Papsluis (onderdeel Nieuwe Hollandse Waterlinie)               | Verdedigingswerken / Noodwaterkering     | 1815      | C.R.T. Kraijenhoff | Kildijk      | 51° 47' 18" NB, 4° 54' 36" OL | 531991 | Meer afbeeldingen                                              |
| Uitwateringssluis, inundatiesluis en damsluis, Duiker (zuid)   | Noodwaterkering                          | 1815      | C.R.T. Kraijenhoff | Kildijk      | 51° 47' 3" NB, 4° 54' 35" OL  | 531992 | Uitwateringssluis, inundatiesluis en damsluis, Duiker (zuid)   |
| Kildijk 143                                                    | Verdedigingswerken en militaire gebouwen | 1815      | C.R.T. Kraijenhoff | Kildijk 143  | 51° 47' 28" NB, 4° 54' 37" OL | 531985 | Kildijk 143                                                    |
| De Drie Sluizen                                                | Stoomgemaal met keringen en damsluis     | 1815      | C.R.T. Kraijenhoff | Rijksweg 106 | 51° 46' 12" NB, 4° 55' 24" OL | 532022 | Meer afbeeldingen                                              |

## Rijswijk
De plaats Rijswijk in Noord-Brabant telt 3 inschrijvingen in het rijksmonumentenregister. Hieronder een overzicht.
| Object                                           | Oorspronkelijke functie? | Bouwjaar       | Architect | Locatie           | Coördinaten?                 | Nr.?   | Afbeelding             |
| ------------------------------------------------ | ------------------------ | -------------- | --------- | ----------------- | ---------------------------- | ------ | ---------------------- |
| Dijkboerderij (T-huis)                           | Boerderij                | vroeg 19e eeuw |           | Maasdijk 51       | 51° 48' 15" NB, 5° 1' 5" OL  | 334696 | Dijkboerderij (T-huis) |
| Boerderij van het Altenase type onder rieten kap | Boerderij                |                |           | Maasdijk 23       | 51° 47' 56" NB, 5° 1' 34" OL | 39614  | Meer afbeeldingen      |
| Het Slotje                                       | Kasteel, buitenplaats    |                |           | Rijswijksesteeg 8 | 51° 47' 53" NB, 5° 1' 9" OL  | 39615  | Meer afbeeldingen      |

## Sleeuwijk
De plaats Sleeuwijk telt 4 inschrijvingen in het rijksmonumentenregister.
| Object | Oorspronkelijke functie?  | Bouwjaar  | Architect | Locatie         | Coördinaten?                   | Nr.?   | Afbeelding |
| --- | ------------------------- | --------- | --------- | --------------- | ------------------------------ | ------ | --- |
| Uitwijkse Molen | Industrie- en poldermolen | 1700      |           | Uppelse Steeg 2 | 51° 48' 1" NB, 4° 56' 51" OL   | 38670  | Meer afbeeldingen |
| Woonhuis annex bedrijfspand                                                                                           | Werk-woonhuis             | 1795-1800 |           | Hoekeinde 37    | 51° 49' 12" NB, 4° 57' 25" OL  | 506262 | Meer afbeeldingen |
| De voormalige hervormde zaalkerk van Sleeuwijk met gemeentelijke begraafplaats achter de kerk, "Oude kerkje"          | Kerk en kerkonderdeel     | 1850      |           | Kerkeinde 31    | 51° 49' 28" NB, 4° 55' 56" OL  | 510294 | Meer afbeeldingen |
| Het Landeke (incomplete molen)                                                                                        | Industrie- en poldermolen | 1902      |           | Schans 41c      | 51° 48' 19" NB, 4° 55' 47" OL  | 515773 | Meer afbeeldingen |
| Bollenschuur | Boerderij                 | ca. 1925  |           | 't Zand 23      | 51° 48' 48" NB, 4° 57' 47" OL  | 520435 | Bollenschuur |
| Nieuwe Hollandse Waterlinie Cluster 81 Tussenstelling Woudrichem-Werkendam: Groepsschuilplaatsen type P               | Bomvrij militair object   | 1939-1940 |           |                 | 51° 48' 8" NB, 4° 56' 13" OL   | 531968 | Meer afbeeldingen |
| Tussenstelling Woudrichem-Werkendam: Drie betonblokken van gietstalen koepelkazematten type G                         | Kazemat                   | 1939-1940 |           |                 | 51° 48' 8" NB, 4° 58' 4" OL    | 531969 | Meer afbeeldingen |
| Nieuwe Hollandse Waterlinie Cluster 83 Werk aan de Bakkerskil: Fortaanleg en aardwerken                               | Fort, vesting en -onderdl | 1877-1880 |           | Kildijk 143     | 51° 47' 29" NB, 4° 54' 33" OL  | 531984 | Meer afbeeldingen |
| Werk aan de Bakkerskil: Bomvrij gebouw met kazerne en remises                                                         | Militair verblijfsgebouw  | 1877-1880 |           | Kildijk 143     | 51° 47' 29" NB, 51° 47' 29" OL | 531985 | Meer afbeeldingen |
| Nieuwe Hollandse Waterlinie Cluster 84 bij Werk aan de Bakkerskil: Twee groepsschuilplaatsen type P, beide onvoltooid | Militair verblijfsgebouw  | 1939-1940 |           | Bij Kildijk 143 | 51° 47' 28" NB, 4° 54' 43" OL  | 531990 | Nieuwe Hollandse Waterlinie Cluster 84 bij Werk aan de Bakkerskil: Twee groepsschuilplaatsen type P, beide onvoltooid |

## Uitwijk
De plaats Uitwijk telt 2 inschrijvingen in het rijksmonumentenregister.
| Object | Oorspronkelijke functie? | Bouwjaar | Architect | Locatie       | Coördinaten?                | Nr.?   | Afbeelding        |
| --- | ------------------------ | -------- | --------- | ------------- | --------------------------- | ------ | ----------------- |
| Langgevel-boerderij onder met riet gedekt wolfdak, waarvan het schuurgedeelte zich aan de zijde van het achtererf met een sprong verbreedt | Boerderij                | 1650     |           | Langstraat 15 | 51° 47' 8" NB, 5° 0' 26" OL | 334707 | Meer afbeeldingen |
| Hervormde Kerk | Kerk en kerkonderdeel    | 14e eeuw |           | Kerkplein 2   | 51° 47' 7" NB, 5° 0' 29" OL | 39623  | Meer afbeeldingen |

## Veen
De plaats Veen telt 8 inschrijvingen in het rijksmonumentenregister. Zie Lijst van rijksmonumenten in Veen voor een overzicht.

## Werkendam
De plaats Werkendam telt 12 inschrijvingen in het rijksmonumentenregister. Zie Lijst van rijksmonumenten in Werkendam voor een overzicht.

## Wijk en Aalburg
De plaats Wijk en Aalburg telt 21 inschrijvingen in het rijksmonumentenregister. Zie Lijst van rijksmonumenten in Wijk en Aalburg voor een overzicht.

## Woudrichem
De plaats Woudrichem telt 53 inschrijvingen in het rijksmonumentenregister. Zie Lijst van rijksmonumenten in Woudrichem voor een overzicht.
's-Hertogenbosch ·
Alphen-Chaam ·
Altena ·
Asten ·
Baarle-Nassau ·
Bergeijk ·
Bergen op Zoom ·
Bernheze ·
Best ·
Bladel ·
Boekel ·
Boxtel ·
Breda ·
Cranendonck ·
Deurne ·
Dongen ·
Drimmelen ·
Eersel ·
Eindhoven ·
Etten-Leur ·
Geertruidenberg ·
Geldrop-Mierlo ·
Gemert-Bakel ·
Gilze en Rijen ·
Goirle ·
Halderberge ·
Heeze-Leende ·
Helmond ·
Heusden ·
Hilvarenbeek ·
Laarbeek ·
Land van Cuijk ·
Loon op Zand ·
Maashorst ·
Meierijstad ·
Moerdijk ·
Nuenen, Gerwen en Nederwetten ·
Oirschot ·
Oisterwijk ·
Oosterhout ·
Oss ·
Reusel-De Mierden ·
Roosendaal ·
Rucphen ·
Sint-Michielsgestel ·
Someren ·
Son en Breugel ·
Steenbergen ·
Tilburg ·
Valkenswaard ·
Veldhoven ·
Vught ·
Waalre ·
Waalwijk ·
Woensdrecht ·
Zundert